# Juliet-Jane Horne
Juliet-Jane Horne (Aberdeen, 19 giugno 1984) è una modella scozzese, vincitrice dei concorsi di bellezza Miss Scozia nel 2001.
In qualità di rappresentante della Scozia, la Horne si è classificata al terzo posto in occasione del concorso di bellezza internazionale Miss Mondo 2001, ottenendo anche il titolo di Regina Continentale dell'Europa. 
In quanto miglior risultato ottenuto da una concorrente britannica, la modella è stata anche incoronata Miss Regno Unito ed ha quindi rappresentato il Regno Unito a Miss International, l'anno seguente, benché non sia poi riuscita a classificarsi. In seguito la modella ha anche partecipato al reality show Make Me a Supermodel condotto da Rachel Hunter nel 2005.
La prestazione di Juliet-Jane Horne rappresenta il miglior risultato mai ottenuto dalla Scozia non solo nella storia di Miss Mondo, ma anche in quello più generale dei concorsi di bellezza internazionali, pari soltanto con Linda Gallagher, seconda classificata a Miss Universo 1980.